# Departementen van Nicaragua
Nicaragua is onderverdeeld in vijftien departementen (departamentos) en twee autonome regio's (regiones autonómas), die in 1988 werden gevormd uit het toenmalige departement Zelaya. De autonome regio's zijn gelijkwaardig aan de departementen, maar hebben meer bevoegdheden. Nicaragua is verder onderverdeeld in 153 gemeenten.

## Overzicht departementen van Nicaragua
| Nr.                                  | Departement                              | Hoofdstad      | Oppervlakte | Inwoners  |
| ------------------------------------ | ---------------------------------------- | -------------- | ----------- | --------- |
| 1                                    | Boaco                                    | Boaco          | 4.177 km²   | 183.736   |
| 2                                    | Carazo                                   | Jinotepe       | 1.081 km²   | 195.873   |
| 3                                    | Chinandega                               | Chinandega     | 4.822 km²   | 437.888   |
| 4                                    | Chontales                                | Juigalpa       | 6.481 km²   | 189.871   |
| 5                                    | Estelí                                   | Estelí         | 2.230 km²   | 228.766   |
| 6                                    | Granada                                  | Granada        | 1.040 km²   | 212.663   |
| 7                                    | Jinotega                                 | Jinotega       | 9.222 km²   | 467.969   |
| 8                                    | León                                     | León           | 5.138 km²   | 419.065   |
| 9                                    | Madriz                                   | Somoto         | 1.708 km²   | 172.587   |
| 10                                   | Managua                                  | Managua        | 3.465 km²   | 1.534.218 |
| 11                                   | Masaya                                   | Masaya         | 611 km²     | 386.237   |
| 12                                   | Matagalpa                                | Matagalpa      | 6.804 km²   | 586.986   |
| 13                                   | Nueva Segovia                            | Ocotal         | 3.491 km²   | 267.900   |
| 14                                   | Rivas                                    | Rivas          | 2.162 km²   | 181.665   |
| 15                                   | Río San Juan                             | San Carlos     | 7.541 km²   | 133.737   |
| 16                                   | Región Autónoma de la Costa Caribe Norte | Puerto Cabezas | 33.106 km²  | 520.204   |
| 17                                   | Región Autónoma de la Costa Caribe Sur   | Bluefields     | 27.260 km²  | 408.326   |
| Bron: oppervlakte en inwoners (2019) |                                          |                |             |           |

| Kaart                       |
| --------------------------- |
| Departementen van Nicaragua |
| Departementen van Nicaragua |

## Geschiedenis
Een overzicht van de wijzigingen in de departementen van Nicaragua:
- 1900: Nicaragua wordt ingedeeld in tien departementen: Chinandega, Chontales, Granada, León, Managua, Masaya, Matagalpa, Segovia, Rivas en Zelaya (ook bekend als Mosquito).
- 1902: Estelí en Jinotega worden afgesplitst van Segovia, Carazo wordt gevormd uit Granada.
- 1938: Boaco wordt afgesplitst van Chontales, Segovia wordt gesplitst in Madriz en Nueva Segovia.
- 1957: Río San Juan wordt gevormd uit delen van Chontales en Zelaya.
- 1986: De grondwet van 1986 kondigde het Handvest van Autonomie voor het voormalige departement Zelaya af. Dit departement, dat de oostelijke helft van het land besloeg, werd in twee autonome regio's verdeeld: Región Autónoma del Atlántico Norte en Región Autónoma del Atlántico Sur. Het Handvest is grotendeels gebaseerd op het bestuurlijke model van Spanje: de autonome regio's worden bestuurd door een gouverneur en een regionale raad. Defensie, buitenlandse zaken en dergelijke zijn de verantwoordelijkheid van de centrale overheid in Managua.